# Couvent des Ursulines de Roberval
Le couvent des Ursulines de Roberval est un établissement patrimonial religieux construit de 1925 à 1926 à Roberval.

## Voir plus